# Gli anni del nostro incanto
Gli anni del nostro incanto è un romanzo dello scrittore Giuseppe Lupo, pubblicato nel 2017. La storia è incentrata sul passato di una famiglia milanese negli anni Sessanta del XX secolo.

## Storia editoriale
Nel 2018 Gli anni del nostro incanto ha vinto il Premio Viareggio , il Premio Corrado Alvaro' e il Premio Acri-Padula.

## Trama
Luglio 1982: in un ospedale di Milano, Vittoria assiste la madre, colpita da un'inspiegabile amnesia. Le due rimangono molto spesso da sole perché alla televisione trasmettono il mondiale di calcio in Spagna e medici e pazienti si affollano nella sala comune a seguire le partite. L'ammalata non sembra presente, tranne quando le viene mostrata una foto: pubblicata dalla rivista Gioia, l'immagine risale al 1962 e raffigura tutti i membri della famiglia. Scattata casualmente, è stata proprio la vista della fotografia che ha procurato l'amnesia alla donna.
Poiché solo la foto fa pronunciare qualche frase (sempre le stesse) alla madre, a Vittoria è stato raccomandato di parlare e rievocare i ricordi di famiglia. Perché loro quattro erano una famiglia felice, il papà operaio, la mamma parrucchiera, un figlio e una figlia, tanta voglia di tenere dietro ai progressi e di concedersi le novità, con parsimonia, ma per il bene dei figli. Così, dalla nascita del primogenito (soprannominato Indiano), avvenuta nel periodo del disastro di Marcinelle, all'entrata in orbita di Jurij Gagarin, l'ottimismo di papà Luì e la prudenza di mamma Regina avevano dato molti frutti.
L'arrivo di una piccola automobile aveva fatto riprendere i contatti con la famiglia paterna, al Sud, e ogni anno le vacanze trascorrevano da Nonna Vittoria. Ma nel 1968 l'equilibrio si era rotto con la decisione di Indiano di farsi prete. Nessuno capiva le ragioni del ragazzo, ma tutti le rispettavano. L'estate successiva poi il papà era stato colpito da ictus: stava seguendo alla TV l'allunaggio dell'Apollo 11 e sperava di vedere la passeggiata lunare di Neil Armstrong, invece si era spento e le braccia gli pendevano innaturalmente. Una degenza, il ritorno a casa, l'arrivo di nonna Vittoria e lunghi anni passati a vegetare tra le donne che lo amavano.
Indiano era stato una presenza troppo silenziosa; al contrario, i genitori amavano le canzoni e non si limitavano ad ascoltarle. Il babbo era voluto andare in via Gluck per vedere i luoghi della canzone di Adriano Celentano, la mamma apprezzava Mina e la imitava intonando Le mille bolle blu. Ora si parlava a bassa voce, Indiano non tornava, papà Luì morì. Una distesa di neve su cui lo sciatore italiano Gustav Thöni conquistava le sue medaglie a Sapporo, durante le Olimpiadi invernali 1972 era rimasta negli occhi di Vittoria undicenne, pronta a credere che su quei campi fosse andato anche il padre. Al funerale, lei e la mamma erano state avvicinate da Indiano, che però disse solo cose indecifrabili e non tornò a casa con loro.
Un mese dopo, Indiano era scappato dal seminario, senza fornire spiegazioni o recapiti. Le notizie arrivarono da molte visite dei carabinieri: dopo la strage di piazza Fontana, erano iniziati gli attacchi terroristici e la sparizione del ragazzo doveva corrispondere a un'adesione a gruppi illegali. Per Vittoria e la mamma la città non aveva più brillato, l'austerity aveva spento tutto. E la musica era cambiata: scariche elettriche e proclami quali Dio è morto, già dei Nomadi, ora anche di Francesco Guccini. E la triste adolescenza di Vittoria non può ridare la memoria alla madre, perché vissuta da sola ad ascoltare musiche su una libertà mai raggiunta.
E così fino ai giorni di luglio e al grande Mondiale di calcio. Un giovane medico, parlando a Vittoria, si fa ripetere ciò che è accaduto il giorno dell'amnesia; poi, pur con incertezza, fa l'ipotesi che la madre si sia rifugiata nell'oblio e non voglia guarire. E proprio durante la finale del mondiale, quando nessuno bada a lei, eccolo: Indiano con barba e capelli lunghi, è venuto per parlarle e dare una lettera per la madre. È un giovane sconfitto, dice: "Pensavamo di avere ragione", scompare di nuovo. E di nuovo è l'indomani: Vittoria pensa alla foto, in cui la mamma la tiene saldamente in braccio perché non cada, non muoia. Ora è il suo turno, ora lei deve fermare la caduta della mamma.

## Personaggi
- Vittoria, ragazza di vent'anni, assiste la madre, colpita da amnesia.
- Regina, soprannome della mamma, che ha sostituito del tutto il nome di nascita.
- Luì, padre di Vittoria e marito di Regina: lei abbrevia così il nome Luigi.
- Indiano, fratello di Vittoria: il nome di nascita è Bartolomeo, ma la mamma lo ha ribattezzato in questo modo.
- Nonna Vittoria, detta anche Vittoria Grande, madre di Luì.
- Un giovane medico.

## Edizioni
- Giuseppe Lupo, Gli anni del nostro incanto, Marsilio, Venezia 2017
- id. Gli anni del nostro incanto, Marsilio, Venezia 2019
- Id. Gli anni del nostro incanto, Il Sole 24 ore, Milano 2020